# Fattore di cresta
Il Fattore di cresta è una misura di una forma d'onda indicativa del rapporto tra i valori di picco e il suo valore efficace. Essendo calcolato come un rapporto: un valore pari a 1 indica che non sono presenti picchi, come per la corrente continua, mentre un valore alto è indicativo della presenza di picchi nel segnale, come ad esempio per le onde sonore, le quali tendono ad avere fattori di cresta elevati.
Il fattore di cresta è calcolato come il valore di picco dell'ampiezza diviso il valore efficace (RMS) della forma d'onda:
{\displaystyle C={|x_{\mathrm {peak} }| \over x_{\mathrm {rms} }}}
{\displaystyle {C}_{\mathrm {dB} }=20\log _{10}{|x_{\mathrm {peak} }| \over x_{\mathrm {rms} }}.}
Il peak-to-average power ratio (PAPR) è il picco dell'ampiezza al quadrato (potenza di picco) diviso per l'RMS al quadrato (potenza media). Esso risulta quindi essere il quadrato del fattore di cresta:
{\displaystyle {\mathit {PAPR}}={{|x_{\mathrm {peak} }|}^{2} \over {x_{\mathrm {rms} }}^{2}}=C^{2}}
{\displaystyle {\mathit {PAPR}}_{\mathrm {dB} }=10\log _{10}{{|x_{\mathrm {peak} }|}^{2} \over {x_{\mathrm {rms} }}^{2}}=C_{\mathrm {dB} }.}
Quando espresso in decibel, il fattore di cresta e il PAPR sono equivalenti.

## Riduzione del fattore di cresta
Molte tecniche di modulazione sono state sviluppate appositamente per avere un inviluppo costante, ovvero con fattore di cresta minimo.
In generale, le tecniche di modulazione che hanno un fattore di cresta piccolo permettono la trasmissione di più bit al secondo rispetto alle modulazioni con un fattore di cresta alto, questo principalmente per tre motivi:
- gli amplificatori lineari hanno un certo range di valori di picco istantanei che possono "supportare";
- la potenza media di un segnale è il valore di picco di uscita diviso il fattore di cresta;
- il numero di bit per secondo trasmessi è proporzionale alla potenza media trasmessa (teorema di Shannon-Hartley).

Ad esempio, l'OFDM è una tecnica di modulazione che ha come grande problema un fattore di cresta elevato. Dato il grande utilizzo attuale e in prospettiva di questa modulazione, sono state proposte diverse tecniche per la riduzione del fattore di cresta, definite come Crest Factor Reduction tenchinques (CFR). Esse consistono sostanzialmente nella riduzione del fattore di cresta aumentando però il numero di bit trasmessi al secondo, mantenendo invariata la struttura hardware del sistema, oppure trasmettendo lo stesso numero di bit per secondo con un hardware low-power, e quindi una riduzione del consumo energetico [8].